# Appling County
Appling County is een county in de Amerikaanse staat Georgia.
De county heeft een landoppervlakte van 1.317 km² en telt 17.419 inwoners (volkstelling 2000). De hoofdplaats is Baxley.

## Bevolkingsontwikkeling

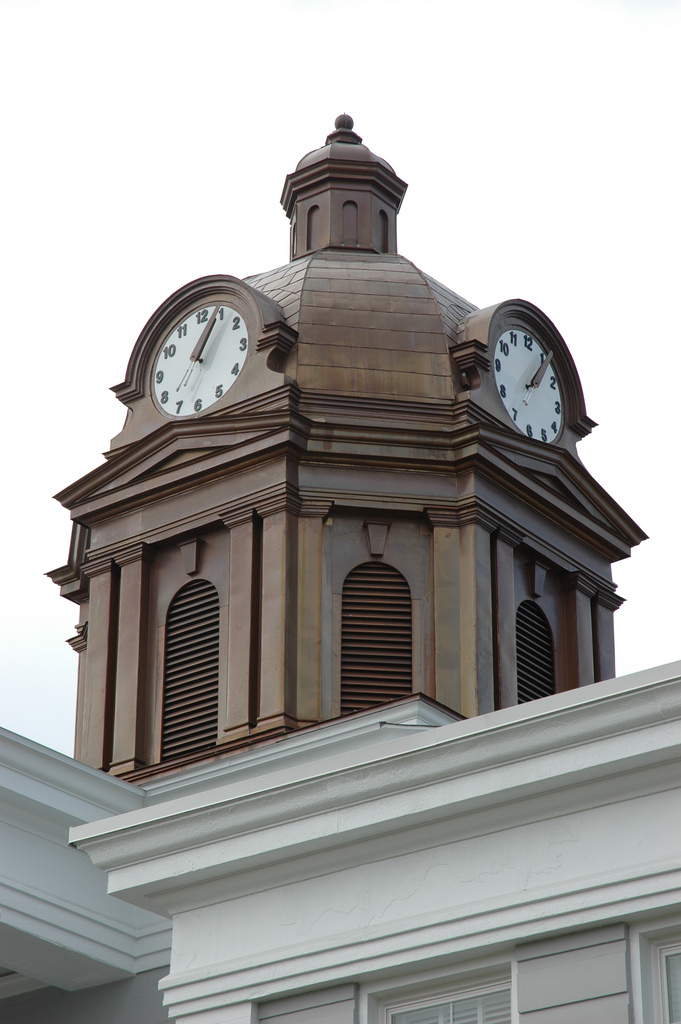
Koepel van Appling County Courthouse